# Cerkiew Wszystkich Świętych w Moskwie (Taganskij)
Cerkiew Wszystkich Świętych – prawosławna cerkiew w Moskwie, w rejonie tagańskim. Jedna ze świątyń w dekanacie Opieki Matki Bożej eparchii moskiewskiej miejskiej Rosyjskiego Kościoła Prawosławnego. Potocznie znana jako cerkiew Wszystkich Świętych na Kuliszkach.

## Historia
Według tradycji pierwsza cerkiew na tym miejscu została wzniesiona z drewna za panowania wielkiego księcia moskiewskiego Dymitra na pamiątkę zwycięstwa w bitwie na Kulikowym Polu z 1380. Fundator pragnął, by była ona miejscem modlitwy za wojowników ruskich poległych podczas bitwy; niektórych pochowano w sąsiedztwie świątyni. Wezwanie cerkwi – Wszystkich Świętych – wybrano, by podkreślić fakt, że modlitwa w obiekcie wznoszona jest do wszystkich świętych patronów poległych uczestników starcia. Według tej wersji dziejów świątyni jest to pierwsza w historii Rosji cerkiew-pomnik upamiętniająca poległych żołnierzy. Istnieje również inna wersja dziejów obiektu, według której został on wzniesiony wcześniej, około 1367. Wówczas budowa cerkwi nie miałaby związku z bitwą na Kulikowym Polu, ale z rozwojem Kuliszek – części Moskwy, w której znajduje się obiekt; miejscem wspomnienia poległych wojowników stała się dopiero kilkanaście lat od powstania. Drewniana świątynia była niszczona przez pożary w 1493 i 1547. Budynek miał dwa ołtarze: główny Wszystkich Świętych i boczny św. Nauma, od strony południowej. W 1612 została natomiast poważnie uszkodzona podczas walk o Moskwę.
Budynek obecnie istniejącej (2015) cerkwi datowany jest na XVI w., możliwe jednak, że murowana świątynia istniała już wcześniej, a w XVI w., przy wznoszeniu nowego obiektu, wykorzystano fragment murów poprzedniego. W I połowie XVII w. cerkiew Wszystkich Świętych była świątynią jednonawową, na planie kwadratu, z apsydą i galerią otaczającą przedsionek i nawę. W 1662 dobudowany został drugi ołtarz św. Mikołaja. Dwadzieścia sześć lat później, w ramach odbudowy obiektu po kolejnym pożarze, cerkiew poszerzono o przedsionek i dzwonnicę, rozebrano natomiast część galerii. Została ona ostatecznie zlikwidowana w 1737, podczas następnej przebudowy obiektu. Między XVII a XIX wiekiem cerkiew była wielokrotnie remontowana. Przez cały okres swojego istnienia posiadała status świątyni parafialnej.
W 1771 w Moskwie wybuchła epidemia. Aby nie dopuścić do rozprzestrzeniania się choroby, arcybiskup moskiewski Ambroży nakazał usunąć cudowną Bogolubską Ikonę Matki Bożej z ogólnodostępnej kaplicy w Baszcie Warwarskiej, podlegającej cerkwi Wszystkich Świętych, gdzie przyciągała znaczne grupy wiernych. Wówczas w mieście wybuchły zamieszki, podczas których tłum zamordował hierarchę. Bunt został stłumiony dwa dni później.
Świątynia pozostawała czynna do 1931, gdy została zamknięta przez władze radzieckie. Nie została zniszczona tylko dlatego, że przez wiele lat była cerkwią-pomnikiem poległych w bitwie na Kulikowym Polu. Obiekt zwrócono Rosyjskiemu Kościołowi Prawosławnemu w 1991. Od 1999 cerkiew należała do przedstawicielstwa Patriarchatu Aleksandryjskiego przy Patriarchacie Moskiewskim (w grudniu 2019 r. działalność przedstawicielstwa została na wniosek Patriarchatu Moskiewskiego zawieszona, w związku z uznaniem przez Patriarchat Aleksandryjski Kościoła Prawosławnego Ukrainy). Od 2021 r. przy cerkwi znajduje się siedziba Patriarszego egzarchatu Afryki.
Obiektem szczególnego kultu w świątyni jest kopia Ikony Matki Bożej „Gospodarna” oraz dwa relikwiarze przekazane do Moskwy przez metropolitę Atanazego z Patriarchatu Aleksandryjskiego. W pierwszym znajdują się relikwie dwunastu różnych świętych, w drugim – św. Mikołaja.